# Завоевание Америки
Завоевание Америки — игра в жанре стратегия в реальном времени, разработанная украинской компанией GSC Game World и изданная компанией Руссобит-М 18 декабря 2002 года под Windows. Впоследствии к ней было выпущено дополнение Завоевание Америки: В поисках Эльдорадо.

## Тип игры
Существуют три типа игры: Кампании, Одиночные миссии, и Миссии на случайных картах. В дополнении имеется ещё и четвёртый тип игры — баталии.

### Кампании
В игре есть восемь (две + шесть симметричных) кампаний:
1. Испанская («Эпоха открытий и побед») — обучающая кампания, посвящена экспедициям Христофора Колумба в Америку.
2. Испанская («Крах империи Тауантинсуйу») — посвящена завоеванию испанцами под руководством Франсиско Писарро империи инков.
3. Британская («Семилетняя война») — посвящена участию Англии в Семилетней войне в Северной Америке.
4. Французская («Семилетняя война») — посвящена участию Франции в Семилетней войне в Северной Америке.
5. Сиу («Восстание Текумсе») — эта кампания посвящена войне индейцев под руководством вождя Текумсе против американцев.
6. Американская («Восстание Текумсе») — игрок возглавляет армию американцев под командованием Уильяма Генри Гаррисона, подавляющую восстание коренных жителей Америки.
7. Британская («Война за Независимость») — кампания о войне за независимость США, выступление на стороне англичан.
8. Американская («Война за Независимость») — кампания о войне за независимость США, выступление на стороне американцев.

### Одиночные миссии
В игре представлено несколько одиночных миссий. В одиночных миссиях игрок может выбрать один из четырёх уровней сложности: Лёгкий, Нормальный, Трудный, Очень Трудный.

### Миссии на случайных картах
Существует возможность игры на случайных картах. Игра идёт как на уже готовой карте, так и на случайно генерируемой по желанию игрока. Игрок может выбрать любую из шестнадцати представленных стран, установить количество управляемых компьютером соперников (до шести на одной карте), тип местности (суша, Средиземноморье, континенты, острова, полуострова), уровень залежей полезных ископаемых, рельеф местности (от плато к высокогорью). Также, как и в одиночных миссиях возможен выбор уровня сложности.

## Геймплей
Геймплей почти полностью совпадает с геймплеем игр серии «Казаки», но с некоторыми отличиями. В распоряжении игрока есть крестьяне, которые могут строить здания, чинить их, а также собирать ресурсы. Для производства войск нужны не только ресурсы, но и свободные крестьяне: если завести их в соответствующее здание, то можно будет создать солдат при наличии определённых ресурсов и технологий. Обычная цель миссии — обеспечить оборону собственного поселения и захватить или уничтожить вражеское всеми возможными методами.

### Ресурсы
В игре шесть видов ресурсов: дерево, еда, камень, золото, железо, уголь. В зависимости от выбора нации виды ресурсов и методы их сбора меняются. Дерево собирается на складах всеми нациями. Золото, железо, уголь и камень добываются в шахтах, которые строятся на месторождении того или иного ресурса. Каждая шахта может вместить в себя пять человек. Существуют специальные апгрейды для расширения шахты. Шахты могут быть захвачены войсками. Золото также добывается на индейском рынке автоматически.
Еда добывается крестьянами, которые собирают её с полей и относят в мельницу, а также рыбацкими лодками, отвозящими еду в порт. У индейцев и некоторых иных народов есть возможность также охотиться на диких животных и добывать таким образом еду. Ресурсы можно также обменивать на трейд постах (только североамериканские индейцы). Если у игрока нет угля или железа, защитные сооружения и юниты, вооружённые огнестрельным оружием, не смогут стрелять. Все юниты требуют для постройки еду, некоторые также дерево, золото, железо и уголь. Некоторые юниты при исчерпании золота становятся бандитами и атакуют все стороны конфликта. При исчерпании еды начинается голод, и солдаты гибнут один за другим.

### Войска
В игре «Завоевание Америки» строительство войск ведётся только в определённых зданиях при наличии не только ресурсов и апгрейдов, но и крестьян (исключение составляют охотники, которые готовятся без крестьян, и ополченцы). Крестьяне производятся в жилых домах. Если крестьян завести в здание, то они могут стать солдатами. Во время производства войск или изучения технологии здание не может обороняться, а значит, уязвимо для атак противника. У европейцев такими зданиями служат форт и крепость, у индейцев — крепость (у южноамериканских), бараки и/или конюшня (у североамериканских). Обеим сторонам доступны свои храмы и порты. Основу пеших европейских войск XVII века составляют пикинёры, аркебузиры и мушкетёры, войск XVIII века — фузилёры. У индейцев основными воинами в большинстве случаев являются лучники и пикинёры (или томагавщики), но североамериканским индейцам также доступны и стрелки из ружей, и более мощные вожди, также вооружённые ружьями. Лечение солдат проводят священники и шаманы соответственно, но, в отличие от священников, шаманы могут сражаться.
Боевые юниты могут объединяться в отряды различной величины: 15, 36, 72, 120 или 196 человек. Для объединения отряда европейцам нужен офицер и барабанщик (по желанию знаменосец), индейцам — вождь и шаман. Благодаря отрядам повышается боеспособность солдат в рукопашном бою и улучшается их защита от холодного оружия. У европейцев есть возможность создавать конные отряды при наличии офицера и достаточного числа кавалеристов (40, 90 или 160), причём с XVIII века есть возможность добавлять к кавалеристам знаменосцев, улучшающих боевые качества отряда. Кавалерия доступна только североамериканским индейцам, но самой распространённой она является у племени сиу: им доступны конные пикинёры, лучники и стрелки, в то время как у других индейцев это — только пикинёры.
Апгрейды для зданий и войск доступны в городском центре, хотя некоторые встречаются и в других зданиях. В зданиях, где обучаются войска, есть возможность улучшить их показатели ближнего боя и защиты в ближнем бою. Улучшение показателей дальнего боя осуществляется только одним апгрейдом в игре, поскольку номинально выстрелом из лука или ружья можно теоретически убить противника наповал, однако это компенсируется разбросом огня и разной точностью. По сравнению с этим в игре «Казаки» выстрел имел 100%-ую точность, но им можно было скорее ранить противника, чем убить с первого раза. Апгрейды влияют на скорость добычи ресурсов, строительства и защиты зданий, скорости строительства юнитов, их атаки или защиты.
В игре есть возможность захватывать здания, откуда бойцы могут вести ответный огонь по противнику и где могут сражаться врукопашную. Для захвата необходимо перебить охрану и ввести войска в здание. Разрушить же здание европейцы могут при помощи артиллерии, производящейся в крепости (пушек), при помощи обстрела из форта или крепости или с помощью артиллерии флота (каравеллы, нао или фрегата). Индейцы же могут поджечь здание благодаря лучникам или боевым каноэ, выпускающим горящие стрелы. Горящее здание стремительно теряет очки жизни, пока не взрывается: если его не потушить, то все находящиеся внутри солдаты погибнут, а осколками может задеть и других солдат, находящихся рядом.

### Другие особенности игры
- Мораль и модификаторы боевого духа. Для большинства бойцов существует некоторая процентная вероятность, что, испугавшись, он ударится в панику и покинет поле боя. Это не попадает на индейских вождей и европейских офицеров. Источниками паники могут быть солдаты, которые сами сеют панику, гибель солдата от пули, стрелы или в рукопашном бою или кавалерийская атака. Снизить боязнь и укрепить боевой дух можно несколькими способами, чаще за счёт убийства противников или пополнения личного состава отряда (когда заменяются убитые солдаты новыми, когда убитого командира также заменяет новый).
- Боевой опыт. С опытом у воина возрастает урон в рукопашном бою. Он классифицируется на личный, отряда и командира. Личный опыт держится при себе и распространяется только на себя. Опыт отряда и опыт командира распространяются сразу на весь отряд. Отличие в том, что опыт отряда пропадает с роспуском отряда, а опыт командира распространяется на отряд с момента формирования отряда с данным командиром и остается при командире при расформировании отряда. Опыт — это, если точнее сказать, подсчет врагов, убитых конкретным бойцом или целым отрядом. Добавляемый в рукопашном бою урон зависит и от типа юнита: кавалеристу он начисляется куда больше, чем пехотинцу.

## Рецензии
| Сводный рейтинг       | Сводный рейтинг       |
| Агрегатор             | Оценка                |
| --------------------- | --------------------- |
| GameRankings          | 76,22 %               |
| Metacritic            | 76 / 100 (15 обзоров) |
| MobyRank              | 79 / 100              |
| Иноязычные издания    |                       |
| Издание               | Оценка                |
| AllGame               | [ 4 ]                 |
| CVG                   | 7,1 / 10              |
| Eurogamer             | 9 / 10                |
| GameSpy               | [ 7 ]                 |
| IGN                   | 8,2 / 10              |
| Русскоязычные издания |                       |
| Издание               | Оценка                |
| Absolute Games        | 75 %                  |
| «Домашний ПК»         | [ 10 ]                |
| «Игромания»           | 8,5 / 10              |
| «Страна игр»          | 8,5 / 10              |

| Сводный рейтинг | Сводный рейтинг |
| Агрегатор       | Оценка          |
| --------------- | --------------- |
| GameRankings    | 65,73 %         |

Крупнейший российский портал игр Absolute Games поставил игре 75 %. Обозреватель отметил интересный игровой процесс, а в недостатки отнёс высокие системные требования. Вердикт: «Можно долго рассказывать о преимуществах и недостатках „Завоевания Америки“, сравнивать замечательные саундтреки с гнусавым и заикающимся дикторским голосом или противопоставлять достижения в области искусственного интеллекта капризам игрового движка. Однако значительный прорыв отечественного игростроения остается бесспорным фактом. В эпоху, когда создание качественных игр вырождается во всё менее прибыльное занятие, это не может не радовать».
Журнал «Игромания» поставил игре 8.5 баллов из 10, сделав следующее заключение: «Игра, не поддающаяся анализу, отвергающая логический подход. Разберите „Завоевание Америки“ на составные части — и вы обнаружите „еще одну“ историческую RTS. Примите игру как есть — и, может быть, вам удастся уловить ту искру, которая выделяет „Завоевание“ из толпы.».